# Sunnmøre
Le Sunnmøre est un landskap et un district de Norvège, situé dans le comté de Møre og Romsdal. Il est composé de 17 communes : Giske, Haram, Hareid, Herøy, Norddal, Sande, Skodje, Stordal, Stranda, Sula, Sykkylven, Ulstein, Vanylven, Volda, Ørskog, Ørsta et Ålesund.

Le district de Sunnmore (en rouge).

Le Sunnmøre a une superficie totale de 5 234km² et 140 697 habitants au 1er avril 2014.

## Communes du district
| Nr de commune | Blason                 | Nom       | Population | Superficie | Norme   |
| ------------- | ---------------------- | --------- | ---------- | ---------- | ------- |
| 1504          | Ålesund kommunevåpen   | Ålesund   | 45 747     | 98         | Neutre  |
| 1511          | Vanylven kommunevåpen  | Vanylven  | 3 302      | 385        | Nynorsk |
| 1514          | Sande kommunevåpen     | Sande     | 2 636      | 93         | Nynorsk |
| 1515          | Herøy kommunevåpen     | Herøy     | 8 847      | 119        | Nynorsk |
| 1516          | Ulstein kommunevåpen   | Ulstein   | 8 092      | 97         | Nynorsk |
| 1517          | Hareid kommunevåpen    | Hareid    | 5 021      | 82         | Nynorsk |
| 1519          | Volda kommunevåpen     | Volda     | 8 909      | 547        | Nynorsk |
| 1520          | Ørsta kommunevåpen     | Ørsta     | 10 536     | 804        | Nynorsk |
| 1523          | Ørskog kommunevåpen    | Ørskog    | 2 301      | 132        | Nynorsk |
| 1524          | Norddal kommunevåpen   | Norddal   | 1 685      | 943        | Nynorsk |
| 1525          | Stranda kommunevåpen   | Stranda   | 4 616      | 865        | Nynorsk |
| 1526          | Stordal kommunevåpen   | Stordal   | 1 035      | 247        | Nynorsk |
| 1528          | Sykkylven kommunevåpen | Sykkylven | 7 730      | 337        | Nynorsk |
| 1529          | Skodje kommunevåpen    | Skodje    | 4 387      | 120        | Nynorsk |
| 1531          | Sula kommunevåpen      | Sula      | 8 651      | 58         | Nynorsk |
| 1532          | Giske kommunevåpen     | Giske     | 7 739      | 40         | Nynorsk |
| 1534          | Haram kommunevåpen     | Haram     | 9 084      | 261        | Nynorsk |